# Laura van der Heijden
Laura van der Heijden (* 27. Juni 1990 in Amersfoort) ist eine niederländische Handballspielerin.

## Karriere

### Im Verein
Laura van der Heijden begann mit sechs Jahren mit dem Handballspielen, zunächst beim LHV Leusden. Später spielte sie bei Venus Nieuwegein und beim VOC Amsterdam, mit dem sie 2010 die niederländische Meisterschaft und 2010 den niederländischen Pokal gewann. Von 2006 bis 2010 lief sie auch für die HandbalAcademie auf. Ab der Saison 2010/11 spielte die 1,73 Meter große Rückraumspielerin in der deutschen Bundesliga beim VfL Oldenburg, mit dem sie 2012 den DHB-Pokal gewann. Van der Heijden erreichte mit Oldenburg das Halbfinale im EHF Cup 2010/11. Ab dem Sommer 2014 spielte sie beim dänischen Erstligisten Team Esbjerg. 2015 wurde sie Vizemeister und gewann 2016 die dänische Meisterschaft sowie den Supercup. In der Saison 2017/18 stand van der Heijden beim ungarischen Verein FTC Rail Cargo Hungaria unter Vertrag, mit dem sie ungarischer Vizemeister wurde. Anschließend wechselte sie zum deutschen Bundesligisten SG BBM Bietigheim. Mit Bietigheim gewann sie 2019 die deutsche Meisterschaft. Ab dem Sommer 2020 lief sie für den ungarischen Erstligisten Siófok KC auf. Ende Oktober 2020 wurde ihr Vertrag in beiderseitigem Einverständnis aufgelöst. Kurz darauf schloss sie sich dem deutschen Bundesligisten Borussia Dortmund an. Mit Dortmund gewann sie 2021 die deutsche Meisterschaft und wurde 2022 Vizemeister. Seit der Spielzeit 2022/23 steht sie beim französischen Erstligisten Chambray Touraine Handball unter Vertrag.

### In Auswahlmannschaften
Für die  niederländische Nationalmannschaft bestritt van der Heijden bisher 289 Länderspiele, in denen sie 683 Tore erzielte. Sie nahm an den Weltmeisterschaften 2011, 2013, 2015, 2017, 2019 und 2021 teil. Mit den Niederlanden nahm sie an der EM 2010, 2014, 2016, 2018, 2020 und 2022 teil. Weiterhin nahm sie an den Olympischen Spielen 2016 in Rio de Janeiro teil. Van der Heijden gewann die Silbermedaille bei der Weltmeisterschaft 2015 und bei der Europameisterschaft 2016 sowie die Bronzemedaille bei der Weltmeisterschaft 2017 und bei der Europameisterschaft 2018. Zuvor gewann sie die Bronzemedaille bei der U-17-EM (2007). Bei der U-20-WM 2010 in Südkorea wurde van der Heijden Fünfte und belegte den zweiten Platz in der Torschützenliste. Bei der Weltmeisterschaft 2019 gewann sie im Finale gegen die spanische Auswahl den WM-Titel. Mit der niederländischen Auswahl nahm sie an den Olympischen Spielen in Tokio teil. Bei der Weltmeisterschaft 2023 warf sie 23 Tore und schloss das Turnier mit den Niederlanden auf dem fünften Platz ab.